# 上蘭納
49°24′30″N 35°17′21″E / 49.40833°N 35.28917°E
上蘭納（烏克蘭語：Верхня Ланна），是烏克蘭中部的村莊，隸屬波爾塔瓦州的波爾塔瓦區。該村處於蘭納河畔，分別距離列杜季0.5公里和霍洛德涅普列索1公里，海拔高度99米，2001年人口769。